# Шеварднадзе, Эдуард Амвросиевич
Эдуа́рд Амвро́сиевич Шевардна́дзе (груз. ედუარდ ამბროსის ძე შევარდნაძე, Эдуа́рд Амбро́сис дзе Шевардна́дзе; 25 января 1928, Мамати, Гурия — 7 июля 2014, Тбилиси) — советский и грузинский политический и государственный деятель.
Первый секретарь ЦК комсомола Грузинской ССР (1957—1961), министр внутренних дел Грузинской ССР (1965—1972), первый секретарь ЦК КП Грузинской ССР (1972—1985), министр иностранных дел СССР (1985—1990), министр внешних сношений СССР (ноябрь — декабрь 1991). Герой Социалистического Труда (1981). Член Политбюро ЦК КПСС (1985—1990). Президент Грузии (1995—2003).
Шеварднадзе начал свою политическую карьеру в комсомоле Грузинской ССР. В 1972 году он стал первым секретарем ЦК КП Грузинской ССР, фактически возглавив республику. В 1985 году он был назначен министром иностранных дел СССР, став ключевой фигурой в команде Михаила Горбачева. Шеварднадзе сыграл важную роль в реализации политики перестройки и гласности. Он участвовал в переговорах по разоружению, нормализации отношений с Западом и выводу советских войск из Афганистана.
После распада СССР и свержения режима Звиада Гамсахурдии Шеварднадзе вернулся в Грузию и стал председателем Государственного совета, а затем президентом Грузии. Он занимал этот пост с 1995 по 2003 год. Шеварднадзе столкнулся с серьёзными экономическими проблемами, ростом влияния мафии и военными действиями в Абхазии. Он не смог добиться возвращения Абхазии и Южной Осетии и решения политико-экономических проблем страны. Осенью 2003 года был вынужден подать в отставку в ходе «Революции роз».

## Биография

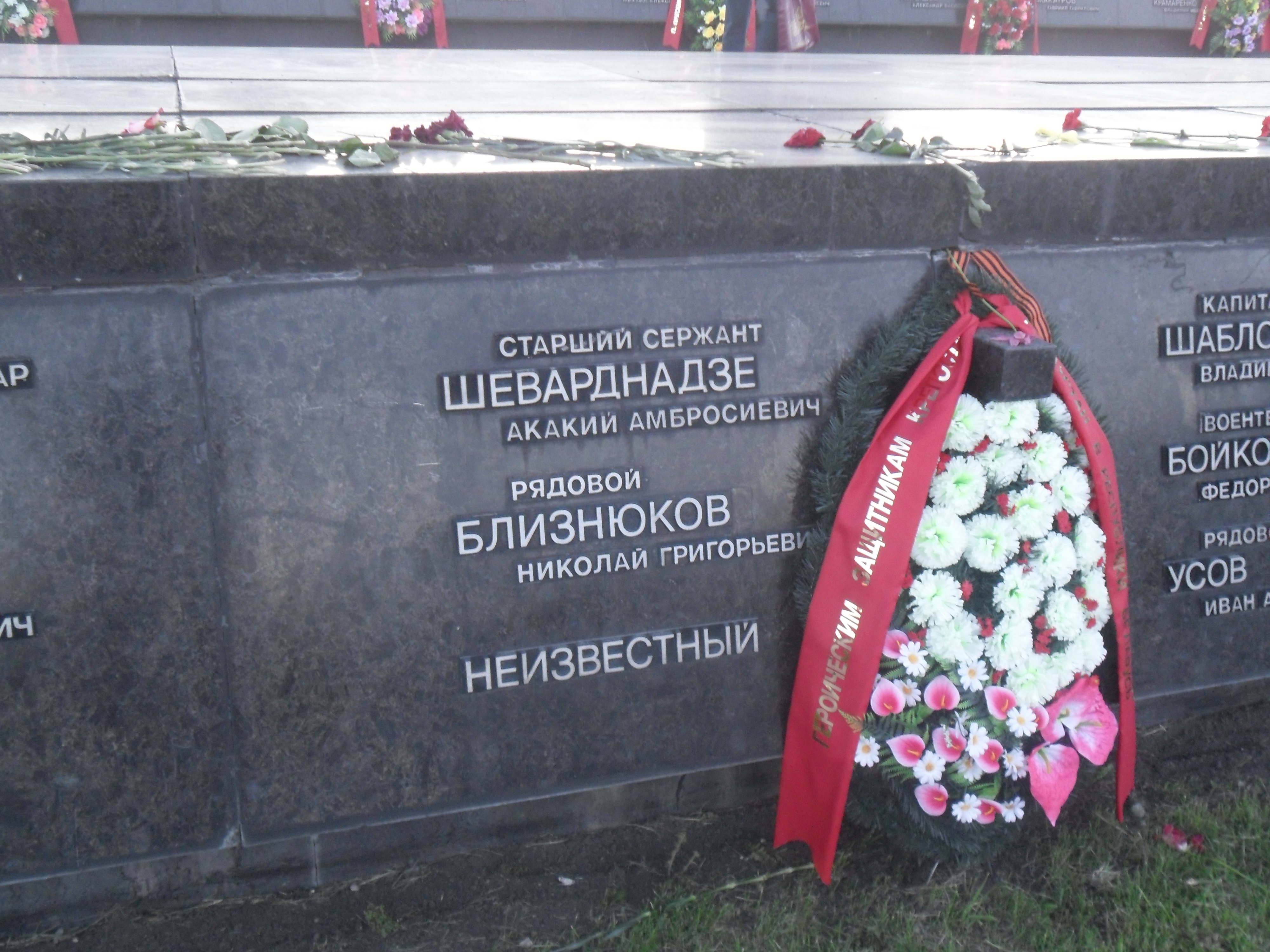
Табличка с именем Акакия Шеварднадзе среди захоронений защитников Брестской крепости на площади Церемониалов

### Происхождение и ранние годы
Родился 25 января 1928 года в селе Мамати Ланчхутского района (ныне край Гурия) Грузинской ССР в семье педагога. Его старший брат Акакий (род. 1920) погиб в 1941 году во время обороны Брестской крепости, и в настоящее время похоронен в мемориале на площади Церемониалов в цитадели мемориального комплекса «Брестская крепость-герой».

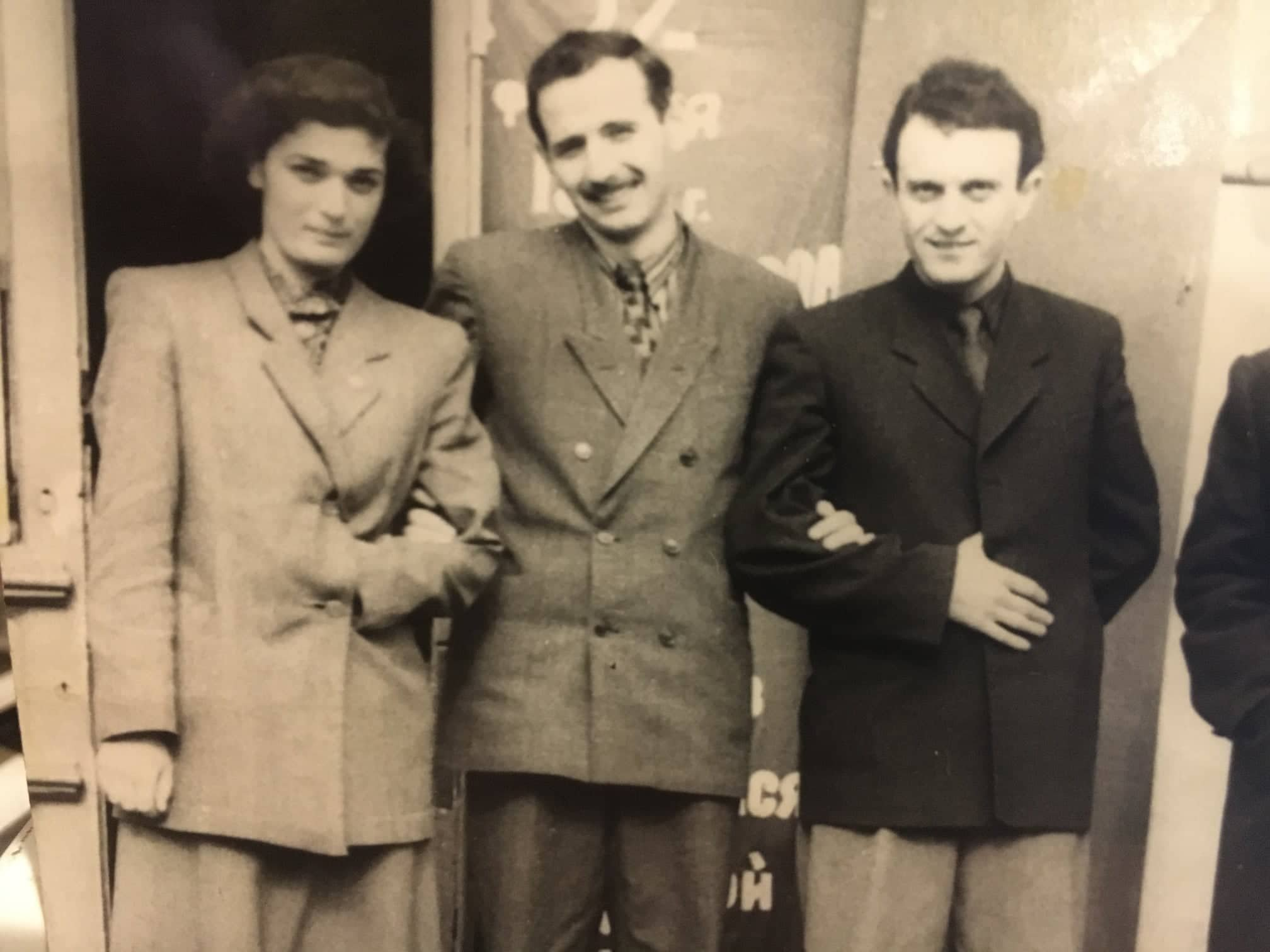
Шеварднадзе (справа) и его друг Вардосанидзе. 1955

Окончил Тбилисский медицинский техникум. В 1959 году окончил Кутаисский педагогический институт им. А. Цулукидзе по специальности «история».

### Комсомольская и партийная карьера
Трудовую деятельность начал в 1946 году инструктором, а затем заведующим отделом кадров и оргинструкторской работой Орджоникидзевского райкома комсомола в Тбилиси. В период с 1949 по 1951 годы Шеварднадзе был слушателем двухгодичной партийной школы при ЦК КП(б) Грузии, после окончания которой стал инструктором ЦК ЛКСМ Грузии. В 1952 году Шеварднадзе стал секретарём, затем вторым секретарём Кутаисского обкома ЛКСМ Грузинской ССР, а уже в следующем году — первым секретарём Кутаисского обкома ЛКСМ Грузинской ССР.
В 1956—1957 годах — второй секретарь ЦК ЛКСМ Грузии, в 1957—1961 годах — первый секретарь ЦК ЛКСМ Грузинской ССР. В апреле 1958 года на ХІІІ съезде ВЛКСМ познакомился с Михаилом Горбачёвым.
С 1961 по 1963 годы — первый секретарь Мцхетского райкома КП Грузинской ССР, с 1963 по 1964 год — первый секретарь Первомайского райкома КП Грузинской ССР г. Тбилиси. В период с 1964 по 1965 год — первый заместитель Министра охраны общественного порядка, с 1965 по 1968 год — Министр охраны общественного порядка Грузинской ССР. С 1968 по 1972 год — Министр внутренних дел Грузинской ССР. Генерал-майор внутренней службы[когда?]

 (по другим сведениям, имел звание генерал-лейтенанта КГБ).
В августе — сентябре 1972 года являлся первым секретарём Тбилисского горкома КП Грузинской ССР.

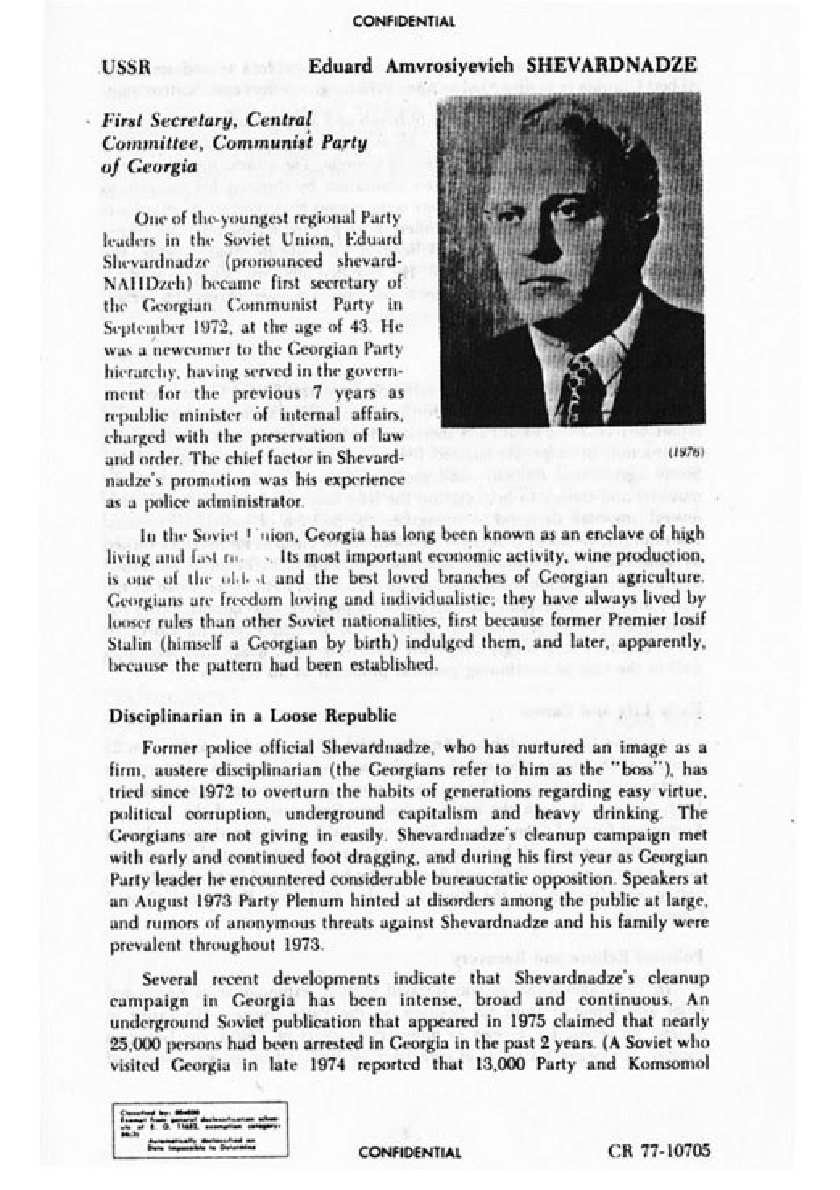
Документ, изъятый из американского посольства в Тегеране в 1979 году иранскими студентами

#### Первый секретарь ЦК КП Грузии
29 сентября 1972 года был избран первым секретарём ЦК КП Грузии. Эдуард Шеварднадзе объявил о начале кампании по борьбе с коррупцией и теневой экономикой. За первые полтора года чистки кадров он освободил от занимаемых постов 20 министров, 44 секретаря райкомов, 3 секретарей горкомов, 10 председателей райисполкомов и их заместителей, назначив на их места сотрудников КГБ, МВД и молодых технократов. По данным В. Соловьёва и Е. Клепиковой, за 5 первых лет его пребывания на новом посту было арестовано более 30 тысяч человек, половина из которых являлись членами КПСС; ещё 40 тысяч были освобождены от своих постов.
В 1973 году по инициативе, исходившей от секретаря ЦК КПСС Юрия Андропова, Шеварднадзе предпринял экономический эксперимент в Абашском районе Грузинской ССР. В рамках эксперимента были изменены в сторону значительного увеличения принципы материального вознаграждения колхозников, размеры вознаграждения были привязаны к результатам труда. Эксперимент оказался удачным и действовал до 1985 года. непосредственное руководство им осуществлял Гурам Мгеладзе. 

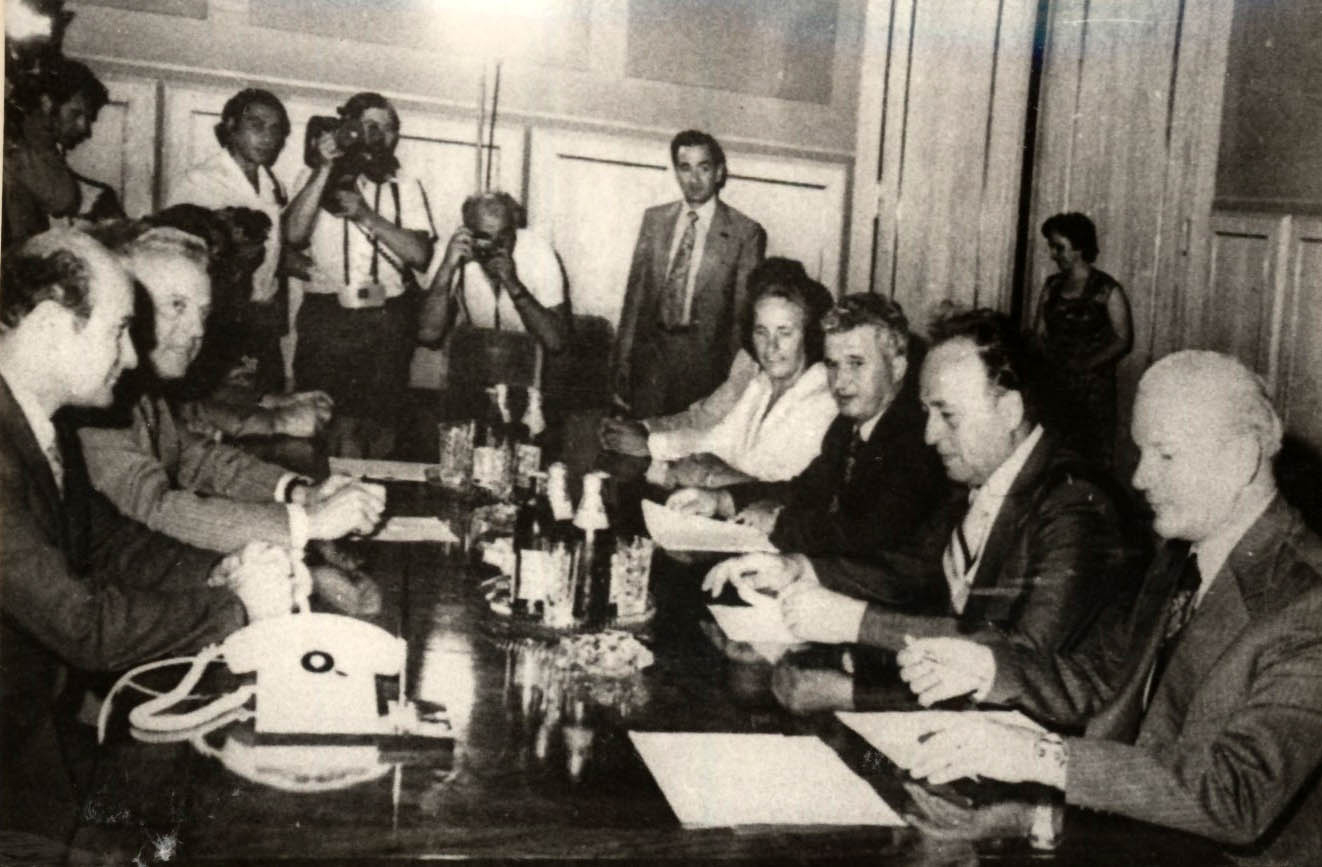
Николае и Елена Чаушеску на встрече с Шеварднадзе. Тбилиси, 1976

В 1978 году, когда в Грузии начались массовые манифестации протеста в связи с тем, что в проекте новой конституции республики грузинский язык не был указан в качестве государственного, Э. Шеварднадзе сумел убедить союзное руководство пойти на уступки и признать за грузинским языком этот статус.
Брежнев разрешил Шеварнадзе, тогдашнему первому секретарю ЦК Грузии, вписать в Конституцию Грузинской ССР статью, которая декларирует государственность грузинского языка на территории республики. На этом настаивала вся грузинская интеллигенция. 
Не возразил и сам Шеварнадзе, но боялись, что скажет Москва. На глазах делегации от митингующих на майдане интеллигентов, Шеварнадзе, дрожащей рукой набрал номер телефона правительственной связи, чтобы связаться с Брежневым. Леонид Ильич был, видимо, в хорошем послеобеденном настроении, так как даже не дослушав Эдуарда Амвросиевича, ответил: «Да записывай как хочешь, ведь всё равно будет, как мы скажем». ... Эту шутовскую фразу генсека на завтра знала вся Грузия и тихо возмущалась. А теперь надо соблюдать статью нашей Конституции.
Указом Президиума Верховного Совета СССР от 26 февраля 1981 года Э. А. Шеварднадзе было присвоено звание Героя Социалистического Труда с вручением ордена Ленина и золотой медали «Серп и Молот».

#### Министр иностранных дел СССР
В 1985—1990 годах — министр иностранных дел СССР. С 1978 по 1985 год — кандидат в члены, с 1985 по 1990 годы — член Политбюро ЦК КПСС, с 1976 по 1991 год — член ЦК КПСС. Депутат Верховного Совета СССР (1974—1989).

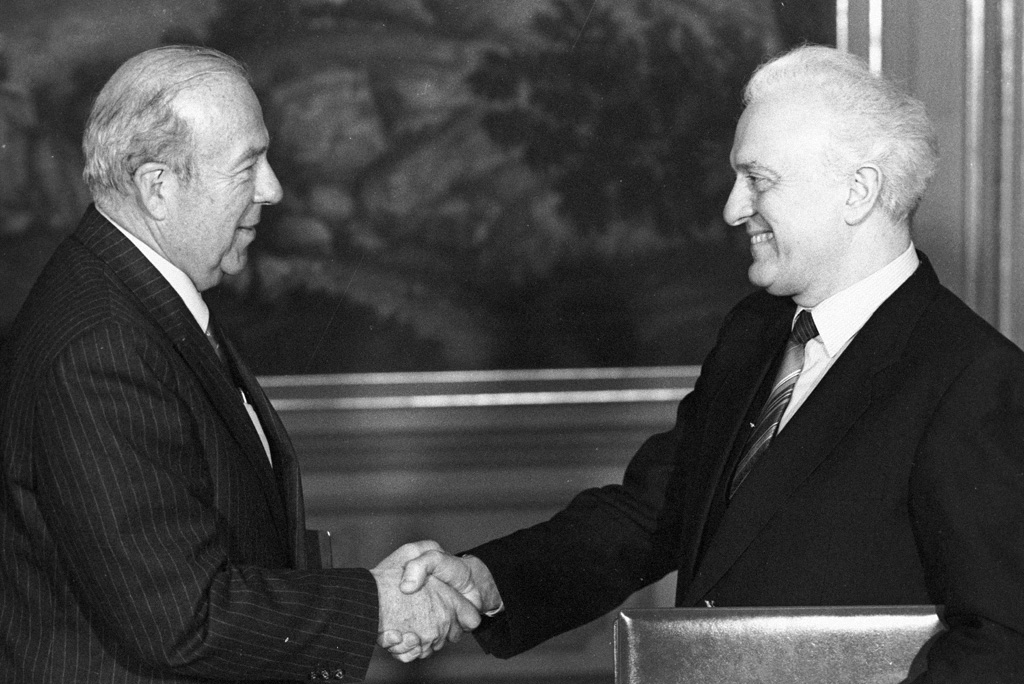
Министр иностранных дел СССР Эдуард Амвросиевич Шеварднадзе (справа) и государственный секретарь США Джордж Шульц после подписания Соглашения о сотрудничестве в исследовании и использовании космического пространства в мирных целях. Москва, 15 апреля 1987

Шеварднадзе был одним из соратников Горбачёва в проведении политики перестройки, гласности и разрядки международной напряжённости. Его назначение на пост министра иностранных дел СССР стало неожиданностью, так как он не имел опыта дипломатической работы и даже ни разу не был за границей. Шеварднадзе создавал образ современного, демократичного министра в противоположность ветерану советской дипломатии Громыко, и по сравнению с последним был гораздо более склонен к уступкам. Сыграл значительную роль в улучшении отношений СССР с западным миром, приведшем в итоге к прекращению Холодной войны, за что завоевал большую популярность на Западе наравне с М. С. Горбачёвым. В то же время, представители консервативно-патриотического лагеря в руководстве страны и в обществе обвиняли его в чрезмерной уступчивости и сдаче национальных интересов.
В январе 1986 года, в ходе визита в Пхеньян, Шеварднадзе подписал Договор между СССР и КНДР о разграничении экономической зоны и континентального шельфа, а также Договор о взаимных поездках граждан СССР и КНДР. В сентябре 1987 года совершил визит в США, в ходе которого сторонам удалось договориться о начале полномасштабных двухсторонних переговоров по ограничению, а затем прекращению ядерных испытаний. В ходе визита он подписал соглашение о создании центров по уменьшению ядерной опасности. Находясь в январе 1988 года с рабочим визитом в ФРГ, Шеварднадзе достиг договорённости о продлении на пять лет Соглашения о развитии и углублении долгосрочного сотрудничества в области экономики и промышленности, а также подписал Протокол о консультациях и Протокол переговоров, связанных с учреждением генконсульств СССР в Мюнхене и ФРГ — в Киеве. В апреле того же года с госсекретарём США Джорджем Шульцем он подписал Декларацию о международных гарантиях и Соглашение о взаимосвязи для урегулирования положения, касающегося Афганистана.
Шеварднадзе побывал с визитами в Сирии, Иордании, Ираке, Иране, Зимбабве, Танзании, Нигерии, Афганистане, Бразилии, Аргентине, Уругвае, а также в других странах Африки, Азии и Латинской Америки.
После тбилисских событий апреля 1989 года выступил с осуждением действий армии.
1 июня 1990 года в Вашингтоне совместно с госсекретарём США Джеймсом Бейкером подписал соглашение о передаче США акватории Берингова моря по разделительной линии Шеварднадзе — Бейкера.
20 декабря 1990 года с трибуны IV Съезда народных депутатов СССР заявил о своей отставке «в знак протеста против надвигающейся диктатуры» и в том же году вышел из рядов КПСС. Как вспоминал Л. П. Кравченко: «В конце 1990 года Горбачёв решил ввести пост вице-президента и назвал Шеварднадзе одним из кандидатов на него. Но на ближайшем съезде народных депутатов СССР Шеварднадзе делает громкое заявление об угрозе демократии в Советском Союзе и уходит из официальной политики». Свои тогдашние планы по выдвижению Шеварднадзе вице-президентом впоследствии подтверждал и сам Горбачёв. Уйдя с поста министра иностранных дел, Шеварднадзе работал в президентской структуре у Горбачёва. Выступал с лекциями в зарубежных университетах.
Во время августовского путча 1991 года в Москве Шеварднадзе присоединился к защитникам Белого дома — здания, в котором на тот момент размещались Верховный Совет и Совет министров РСФСР.
19 ноября 1991 года по приглашению Горбачёва возглавил созданное на базе МИДа СССР Министерство внешних сношений, но уже через месяц СССР прекратил существование и эта должность была упразднена.
В декабре 1991 года Шеварднадзе одним из первых среди руководителей СССР признал Беловежское соглашение и предстоящее прекращение существования СССР.
Супруга бывшего вице-президента СССР Геннадия Янаева Роза Янаева в интервью 1996 года утверждала, что Э. А. Шеварднадзе злоупотреблял привилегиями партийного руководителя:

Горбачёв с Геной просчитался… Гена другой, он не заботился о личном благе. Не то что, к примеру, наш сосед Шеварднадзе, который успел перед отъездом в Тбилиси приватизировать московскую квартиру.— 
Сам Шеварднадзе в 2006 году так говорил о своей деятельности на посту главы МИД СССР: «что было сделано за шесть лет, в течение которых я был министром иностранных дел. О том, что удалось сделать — не только мне, но и Горбачёву. Именно тогда закончилась „холодная война“. Ведь никто не ожидал, что это произойдёт. Мне и моим друзьям удалось урегулировать натянутые отношения между СССР и США. Именно тогда, когда я был главой МИД, состоялись объединение Германии, освобождение Восточной Европы, вывод войск из Афганистана… Это мало или много? Думаю, довольно много. Я не говорю, что это я очень талантливый, что именно я сумел все это сделать. Просто СССР и США к тому моменту оказались готовы подумать о новых отношениях».

### Руководитель независимой Грузии
В декабре 1991 — январе 1992 годов в Грузии произошёл государственный переворот, в результате которого президент Звиад Гамсахурдия был смещён и бежал из страны, а власть в стране перешла к Военному совету. Существует мнение, что за организаторами переворота стоял Шеварднадзе. Руководители Военного совета не имели опыта государственного строительства и после двух месяцев управленческих неудач пригласили Шеварднадзе вернуться на родину и возглавить страну.

#### Во главе Государственного Совета
Шеварднадзе вернулся в Грузию в начале марта 1992 года и 10 марта 1992 года был назначен председателем временного органа высшего управления страны — Государственного совета Республики Грузия, сменившего Военный совет. Сразу после возвращения он начал формировать государственный аппарат, часть вновь назначенных функционеров прибыли с ним из Москвы, другие, как например внешнеполитический советник Гела Чарквиани, были подобраны из местных кадров.
В марте 1992 года Шеварднадзе обратился к Ельцину с просьбой о невыводе войск СНГ с территории Грузии, и здесь остались практически все арсеналы и значительный воинский контингент Закавказского военного округа.
7 мая 1992 года Шеварднадзе, являясь председателем Государственного совета Грузии, подписал постановление «О решении комплексных проблем по формированию и функционированию пограничной зоны Автономной Республики Абхазия».
24 июня 1992 года в Сочи подписал с президентом России Борисом Ельциным Соглашение о принципах мирного урегулирования грузино-осетинского конфликта, временно прекратившее грузино-осетинский военный конфликт. Неудачной для Шеварднадзе была попытка восстановить грузинский суверенитет в Абхазии, приведшая к поражению грузинской армии и изгнанию подавляющей части грузинского населения из Абхазии.
3 октября 1992 года в Абхазии Шеварднадзе пережил покушение.

#### Председатель Парламента Грузии
11 октября 1992 года на всеобщих выборах избран председателем Парламента Республики Грузия, вступил в должность на первом заседании нового Парламента 4 ноября 1992 года. Вскоре после этого Парламент ввёл должность главы грузинского государства, и 6 ноября 1992 года Шеварднадзе был безальтернативно избран на этот пост. Формально сохранив за собой должность председателя Парламента, Шеварднадзе был освобождён от повседневной работы по руководству его заседаниями, которая была возложена на Вахтанга Гогуадзе, занявшего новосозданный пост председателя Парламента. Должности председателя и спикера Парламента были объединены в 1995 году одновременно с восстановлением поста президента Грузии.
В ноябре 1992 года Шеварднадзе прошёл обряд святого крещения в Кафедральном соборе Грузинской православной церкви, получив церковное имя Георгий.
Когда в 1992 году Шеварднадзе подписывал с Турцией договор о дружбе, то в его преамбуле, по настоянию турецкой стороны, было оговорено, что положения Карсского договора остаются в силе.
Хотя в мае 1993 года издал акт «Об урегулировании некоторых социальных проблем депортированных месхов», а в декабре 1996 года указ «Об утверждении государственной программы решения правовых и социальных проблем депортированных и репатриированных в Грузию месхов», реальных шагов не последовало.
С 6 по 20 августа 1993 года — и. о. премьер-министра Грузии.
Летом-осенью 1993 года была создана партия из сторонников Шеварднадзе «Союз граждан Грузии» (СГГ). На учредительном съезде СГГ, прошедшем 21 ноября, Шеварднадзе был избран председателем партии. Рейтинг Шеварднадзе тем временем постепенно начал падать. Один из лидеров оппозиции, лидер Республиканской партии Грузии Ивлиан Хаиндрава, в феврале 1994 года дал интервью, в котором высказал своё мнение насчёт правления Шеварднадзе:
«Как реалист он не может не понимать, что как политик в Грузии он потерпел неудачу по всем направлениям. И теперь ставит перед собой локальную цель: сохранить внешнюю атрибутику государственности, потому что внутреннюю, и он это понимает, ему сохранить не удалось. Не довести народ до такого состояния, когда люди будут дохнуть прямо на улицах. Может быть, вывести страну на какой-то уровень стабильности. Может быть, после этого он сочтёт свою миссию выполненной. Это — выход из реальной ситуации. Вряд ли он видит что-нибудь большее. Осуществление этого он видит, к сожалению, не в направлении рыночной экономики, укреплении демократического процесса, а в откате в те времена, когда всё это было. Может быть, на подсознательном уровне эта тяга к тому проявляется всё больше, потому что в той ситуации ему просто легче, ему это знакомо, а другие из своей практики ему неизвестно. Нажим со стороны оппозиции его раздражает. Как мне кажется, выбор свой он уже сделал».
Совсем другое мнение в тот же период разделял лидер Национально-демократической партии Грузии Георгий Чантурия:
«Меня удивляет его неспособность быть первым лицом. Единственно, в чём я виню себя, что я так не думал. Я думал, что он сможет построить государство. У него нет системы. Его оппозиция права в одном — дайте вашу программу. У него нет своей программы. Он жертва случайностей, каких-то отдельных фактов, и он играет на этих фактах, хочет балансировать. Это может делать министр иностранных дел, но глава государства таким путём результата не добьётся. Государственный деятель должен иметь плохую хотя бы, но свою программу. И он должен знать почему он борется, к чему он идёт. А он просто идёт по течению. В отличие от Гамсахурдия, он знает это течение. Но я бы не сказал, что он в этом течении себя удобно чувствует. Прогнозировать сегодня исход событий практически невозможно. Он сам не знает чего хочет. Он всегда ждёт каких-то событий. Регионального или глобального масштаба. Он частным актам придаёт государственное значение, не имея при этом государственной программы».
После обращения Шеварднадзе от 8 октября 1993 года, 3 декабря 1993 года Грузия принята в СНГ.
В 1993 году по инициативе Шеварднадзе узаконены российские военные базы и миротворцы; назначил главами силовых структур Гиоргадзе (ГБ), Квирая (МВД) и Надибаидзе (МО).

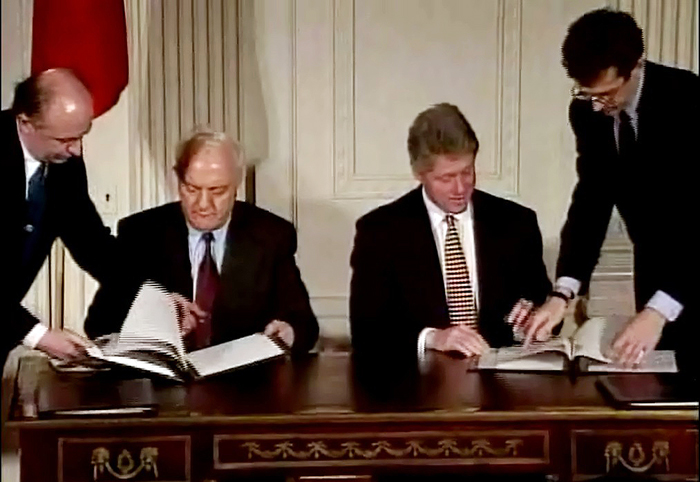
Эдуард Шеварднадзе и Билл Клинтон во время подписания соглашения об открытии военных представительств двух стран и осуществлении «программы военного сотрудничества». Вашингтон, 7 марта 1994

В марте 1994 года Шеварднадзе совершил поездку в США и во время визита убеждал Б. Клинтона в необходимости международного военного присутствия в Грузии. В ходе поездки в США Шеварднадзе подписал соглашение об открытии военных представительств двух стран и осуществлении «программы военного сотрудничества», включающей в себя американскую помощь и финансовое содействие перестройке вооружённых сил Грузии. В соглашении содержалось заявление о территориальной целостности Грузии.
В 1994 году предлагал России ввести своих миротворцев на берега Ингури для разъединения Грузии и Абхазии.
В 1994 году подписал договор о дружбе и добрососедстве с Турцией, в котором подтвердил верность Грузии Карскому договору.
29 августа 1995 года в Тбилиси было совершенно второе покушение на Шеварднадзе: около парламентского гаража взорвалась машина «Нива», в результате чего получил лёгкие ранения. В организации покушения был обвинён министр безопасности Грузии Игорь Гиоргадзе, затем снятый со своего поста и объявленный в международный розыск.

#### Президент Грузии
5 ноября 1995 года в Грузии прошли президентские выборы, победу на которых одержал Эдуард Шеварднадзе, набрав 72,9 % голосов.
В 1996 году Шеварднадзе назвал период правления Гамсахурдиа провинциальным фашизмом и обещал, что борьба с фашизмом в Грузии будет усилена.
В Тбилиси с 25 по 30 апреля 1997 года при поддержке ЮНЕСКО, Совета Европы, президента и Парламента Грузии были проведены первые в истории Международные молодёжные Дельфийские игры, а также второй Международный Дельфийский конгресс (англ. Second World Delphic Congress).

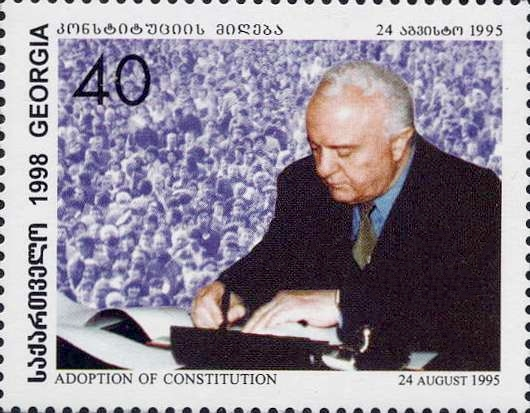
Эдуард Шеварднадзе на почтовой марке, посвящённой 3-летию принятия конституции Грузии

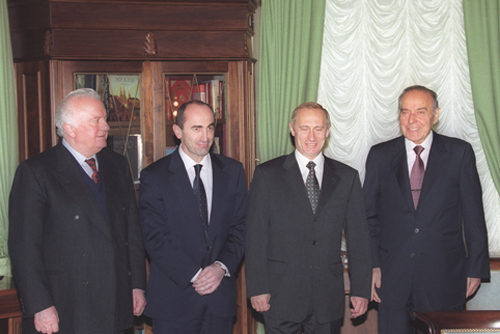
Президенты Грузии, Армении, России и Азербайджана: Эдуард Шеварднадзе, Роберт Кочарян, Владимир Путин и Гейдар Алиев. Москва, 2000

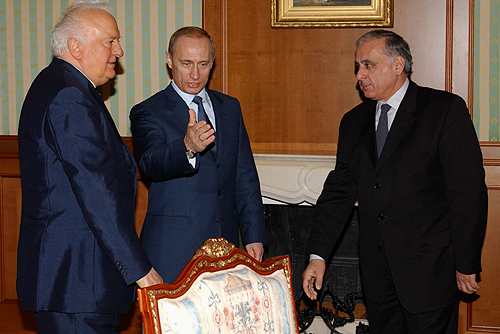
Эдуард Шеварднадзе, Владимир Путин и премьер-министр Абхазии Геннадий Гагулия. Сочи, 2003

Приблизительно с 1998 года Шеварднадзе начал проводить радикально прозападный политический курс. Страна согласилась строить нефтепровод Баку — Тбилиси — Джейхан в обход России, впервые пригласила для обучения армии инструкторов из США.
9 февраля 1998 года президент пережил третье покушение. В центре Тбилиси его кортеж был обстрелян из гранатомёта и автоматического оружия. Однако бронированный «Мерседес» спас ему жизнь.
Летом 1998 года Шеварднадзе прислал Ельцину письмо, в котором потребовал созвать внеочередную встречу глав государств СНГ для срочного решения вопроса о возвращении беженцев в Абхазию.
В октябре 1998 году вспыхнул мятеж Акакия Элиавы, подавленный правительственными войсками.
13 декабря 1999 года Шеварднадзе в традиционном выступлении по радио в очередной раз заявил, что Грузия даст «достойный ответ» террористам, если они попытаются войти на её территорию. Однако Грузия, по словам Шеварднадзе, по-прежнему будет принимать чеченских беженцев и предоставит им временное прибежище. Грузинский лидер выразил удовлетворение заявлением председателя правительства России Владимира Путина, в котором тот сказал, что не намерен допустить разрастание конфликта в Чечне на весь Кавказ.
9 апреля 2000 года переизбран президентом Республики Грузия, получив более 82 % голосов избирателей, принявших участие в выборах.
25 мая 2001 года была предпринята попытка государственного переворота батальоном национальной гвардии, однако на следующий день после переговоров с Шеварднадзе батальон в полном составе вернулся к месту дислокации.
В сентябре 2002 года Шеварднадзе заявил, что после завершения президентского срока правления в 2005 году он намерен уйти на пенсию и начать писать мемуары.
8 октября 2002 года Шеварднадзе заявил, что его встреча с Путиным в Кишинёве стала «началом перелома в грузино-российских отношениях» (лидеры стран заявили о готовности совместной борьбы с терроризмом).
Российские власти обвиняли грузинское руководство в укрывании чеченских сепаратистов и угрожали нанести удар по «базам террористов» на грузинской территории, в ущелье Панкиси.

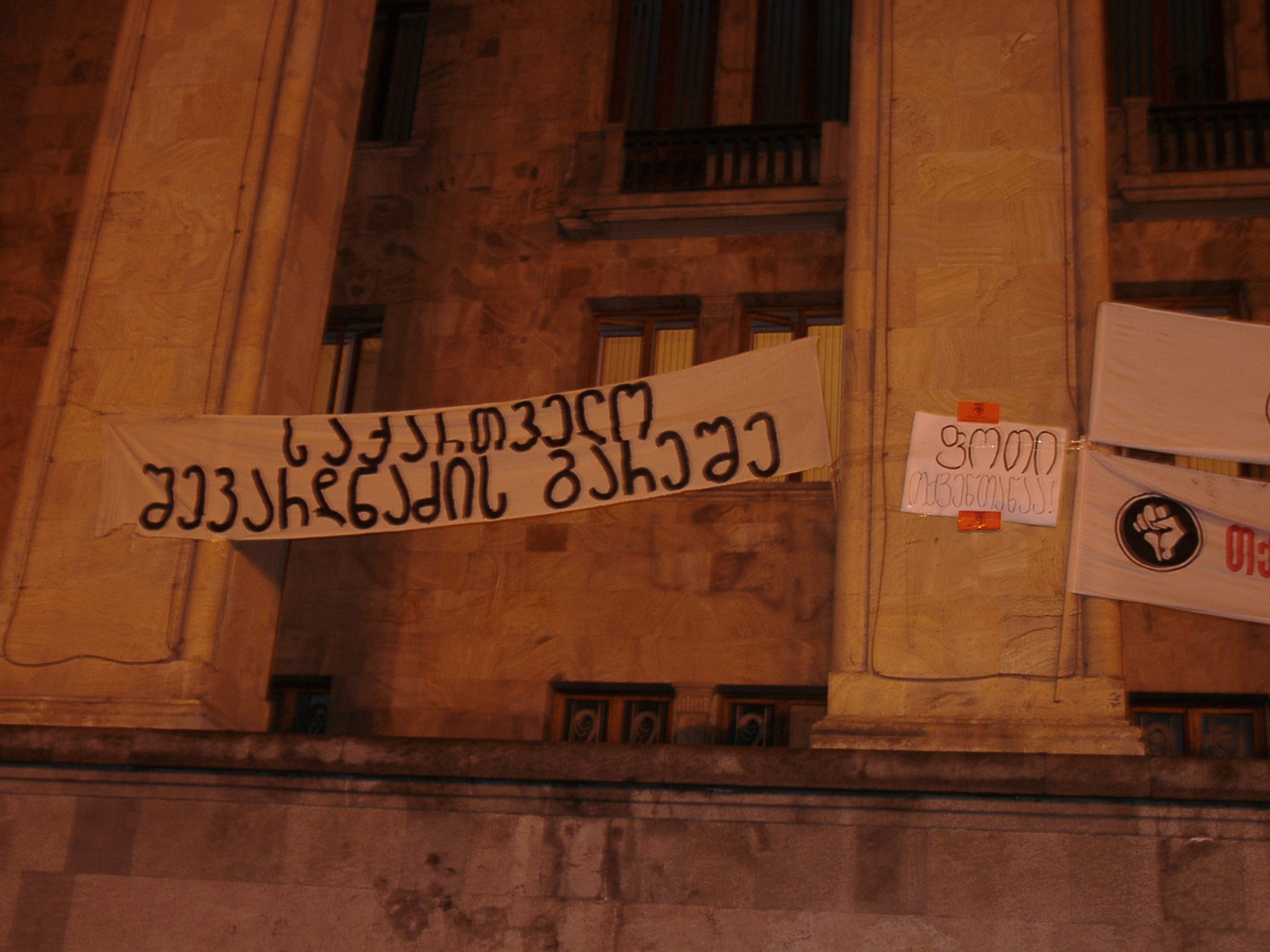
Надпись на здании парламента Грузии гласит: «Грузия без Шеварднадзе»

#### Революция роз
2 ноября 2003 года в Грузии прошли парламентские выборы. Оппозиция призвала своих сторонников к акциям гражданского неповиновения. Они настаивали, чтобы власти признали выборы несостоявшимися.
20 ноября 2003 года ЦИК Грузии обнародовал официальные результаты парламентских выборов. Блок сторонников Шеварднадзе «За новую Грузию» набрал 21,32 % голосов, «Союз демократического возрождения» — 18,84 %. Противники Шеварднадзе сочли это «издевательством» и открытой, тотальной фальсификацией. Сомнительность результата выборов стала причиной Революции роз 21-23 ноября. Оппозиция выдвинула ультиматум Шеварднадзе — уйти в отставку с поста президента, или оппозиция займёт резиденцию Крцаниси. 23 ноября 2003 года Шеварднадзе подал в отставку.
В июле 2012 года Шеварднадзе в интервью тбилисской газете извинился и покаялся перед гражданами Грузии за то, что отдал власть Михаилу Саакашвили во время «революции роз». Подчеркнув, что тогда у него не было другого выбора, кроме досрочного ухода в отставку, Шеварднадзе публично признал свою ошибку, раскритиковал политику Саакашвили, утверждая, что тот не способен решить ключевые проблемы Грузии.

### Смерть и похороны
7 июля 2014 года в 12:00 после тяжёлой продолжительной болезни Эдуард Шеварднадзе скончался на 87-м году жизни в своей тбилисской резиденции в Крцаниси.
Отпевание состоялось 11 июля в Соборе Святой Троицы в Тбилиси, был похоронен 13 июля 2014 года рядом с могилой жены на территории парка резиденции в Крцаниси, где Шеварднадзе жил последние годы.

### Оценки
Валерия Новодворская о Шеварднадзе:
…прожженный партаппаратчик Шеварднадзе, безусловно, не ворюга, но кровопийца, пытавший и расстреливавший в бытность свою коммунистическим сатрапом Грузии. Здесь и слепой увидел бы, что что-то не так. Мое первое пребывание в Грузии в июне 1992 года было тайным. Ситуация оказалась настолько кошмарной, что пришлось ехать в Грозный — разбираться дальше. Когда я немного поговорила со Звиадом Гамсахурдиа, мне захотелось утопиться. Тиран оказался просто королем Матиушем I, и все, что он пытался в Грузии сделать, — это было как крестовый поход детей. Как бунт обреченных.
В среде американских политиков и журналистов Шеварднадзе в бытность его министром иностранных дел СССР получил уважительное прозвище «Серебристый (седой) лис» (англ. Silver Fox).
Откликаясь на смерть Шеварднадзе, политолог Дмитрий Косырев назвал её знаковым событием для грузинской истории, но отметил, что дать спокойную и серьёзную оценку его деятельности во время существования СССР пока что не представляется возможным.

## Семья
- Супруга — Шеварднадзе (урождённая Цагарейшвили) Нанули Ражденовна (1929—2004). В течение 35 лет она занималась журналистикой, была руководителем международной ассоциации «Женщины Грузии за мир и жизнь»[68].
  - Сын Паата — юрист, работает в штаб-квартире ЮНЕСКО в Париже[69].
    - Внук Лаша
    - Внучка Софико Шеварднадзе (р. 23 сентября 1978, Тбилиси) — журналист, работала в России на телевидении, С 2006 по февраль 2015 года — ведущая радиостанции «Эхо Москвы»[70], сейчас[когда?]

 ведущая авторской программы на канале Russia Today.[источник не указан 1425 дней]

  - Дочь Манана работает на грузинском телевидении[69].
    - Внучка Мариам.
    - Внучка Нанули.

## Киновоплощения
- Сергей Барковский в сериале «ГДР» (2024).

## Награды
- Герой Социалистического Труда (26.02.1981)
- Пять орденов Ленина (31.08.1971, 12.12.1973, 24.01.1978, 26.02.1981, 23.01.1988)
- Орден Октябрьской Революции (27.12.1976)
- Орден Отечественной войны 1-й степени (11.03.1985)
- Орден Трудового Красного Знамени (02.04.1966)
- Медаль «За трудовую доблесть» (29.08.1960)
- Орден князя Ярослава Мудрого I степени (Украина, 1 октября 1999 года) — за выдающийся личный вклад в развитие сотрудничества между Украиной и Грузией, укрепление дружбы между украинским и грузинским народами[71]
- Орден «Независимость» (Азербайджан, 1 марта 2000 года) — за большие заслуги в постоянном развитии отношений дружбы и сотрудничества между Грузией и Азербайджаном, а также за ценный труд по расширению стратегического партнёрства наших стран[72]
- Орден Святого Месропа Маштоца (Армения, 2000 год)[73]
- Орден «За выдающиеся заслуги» (Узбекистан, 9 октября 2003 года) — за большой вклад в развитие дружественных отношений между Грузией и Узбекистаном[74]
- Рыцарь Большого Креста ордена Святых Михаила и Георгия (Великобритания)
- Большой крест особой степени ордена «За заслуги перед Федеративной Республикой Германия» (Германия, 1999 год)
- Орден Турецкой Республики (Турция, 1999 год)[75]
- Медаль «Вифлеем-2000» (Палестинская национальная администрация, 2000 год)[76]
- Почётный гражданин Еревана (1999 год)